# Tumulus van Betz
De Tumulus van Betz, Bartombe of Bortombe is een Gallo-Romeinse grafheuvel bij Landen in de Belgische provincie Vlaams-Brabant. De heuvel ligt ten zuidoosten van de stad nabij Walsbets. Ze ligt ongeveer op het hoogste punt in het landschap hier in de buurt van de Bortombestraat.
De tumulus is beschermd als monument samen met de lindeboom die er op staat en die een stamomtrek heeft van 2 meter. 

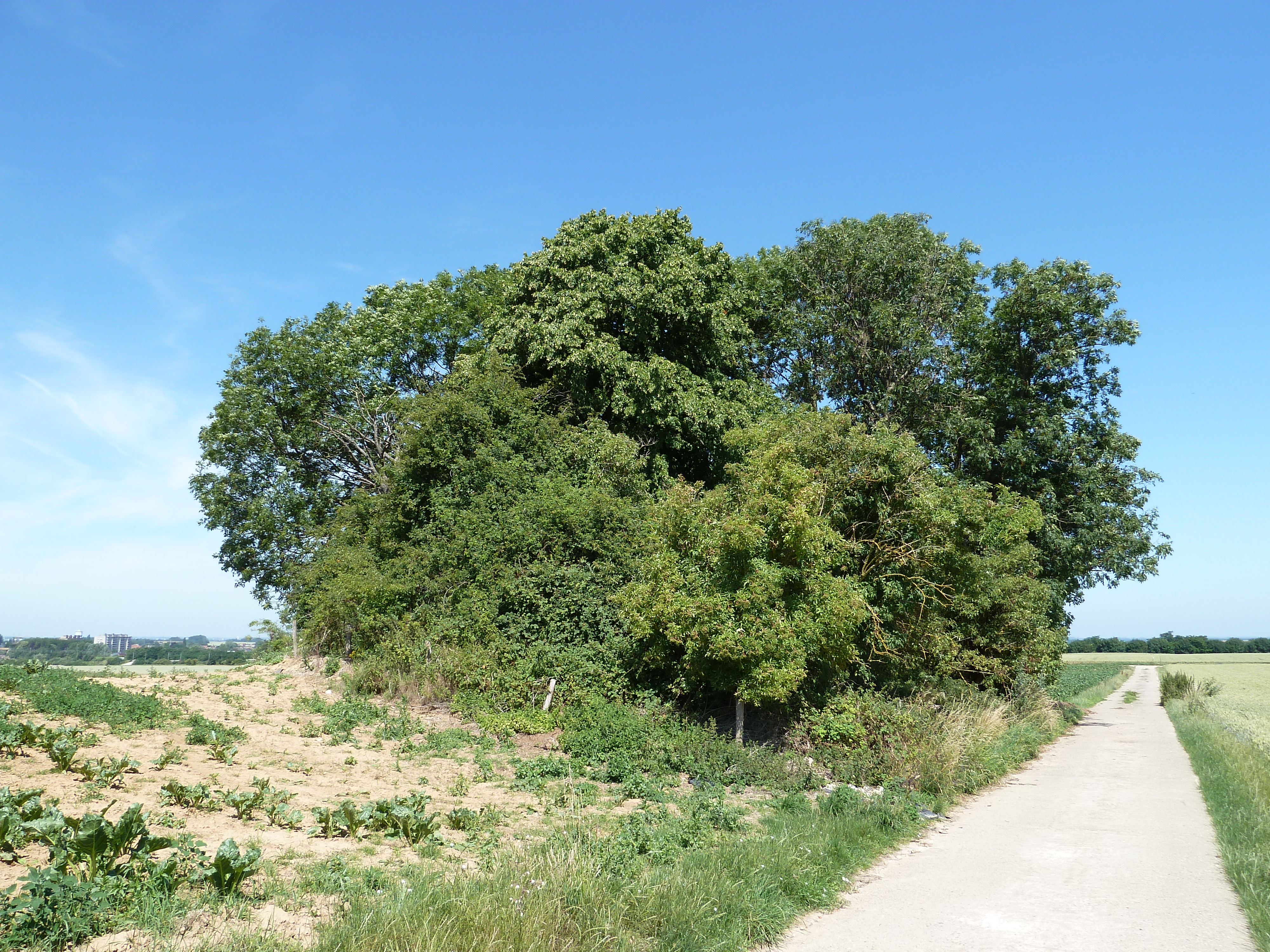
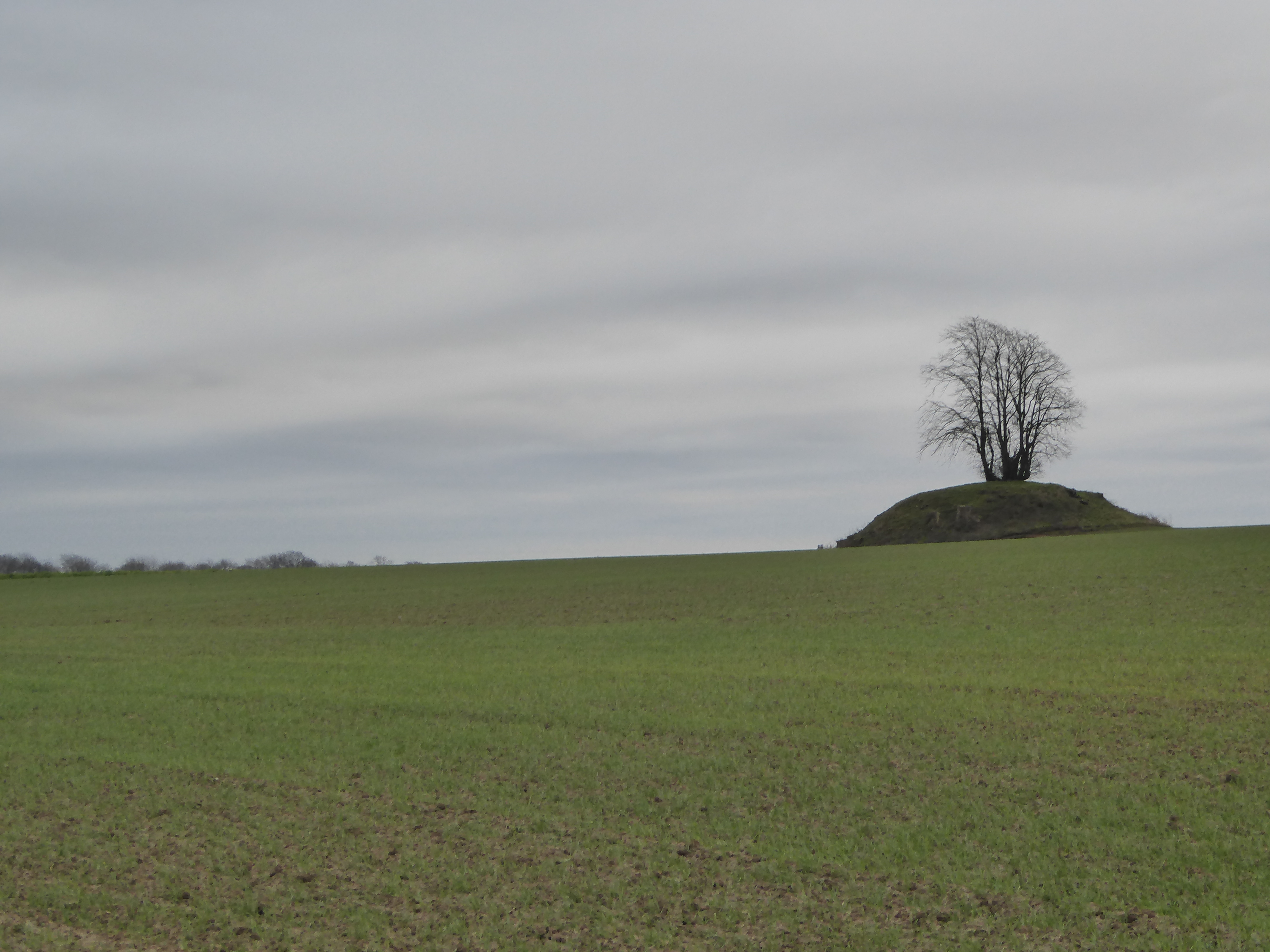
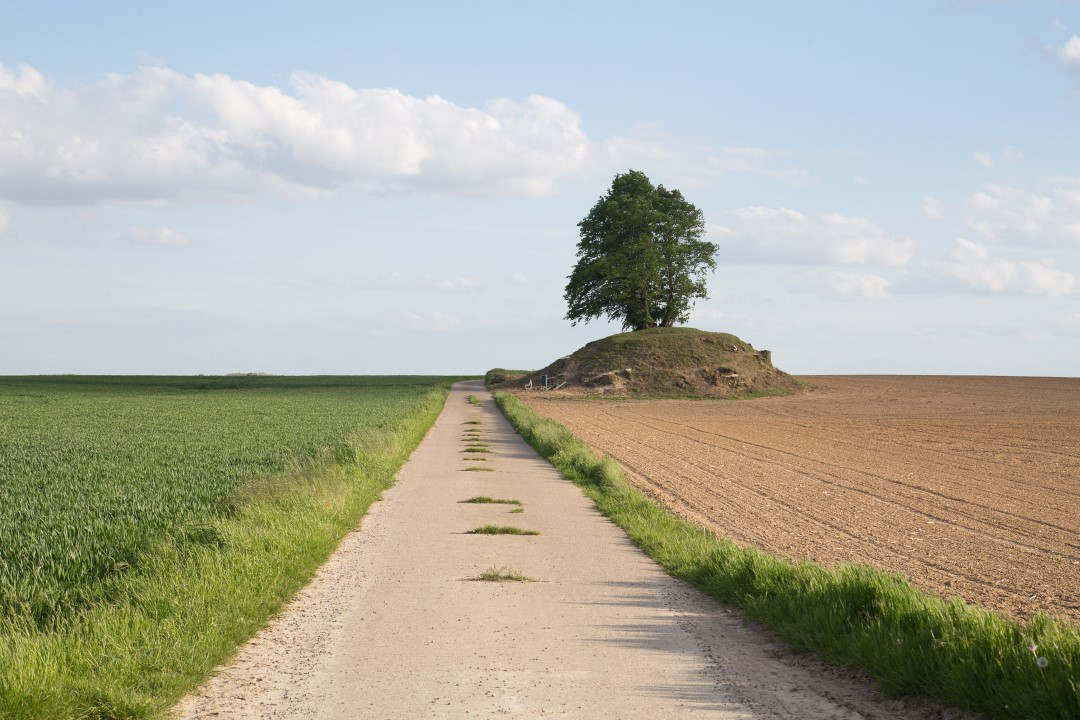
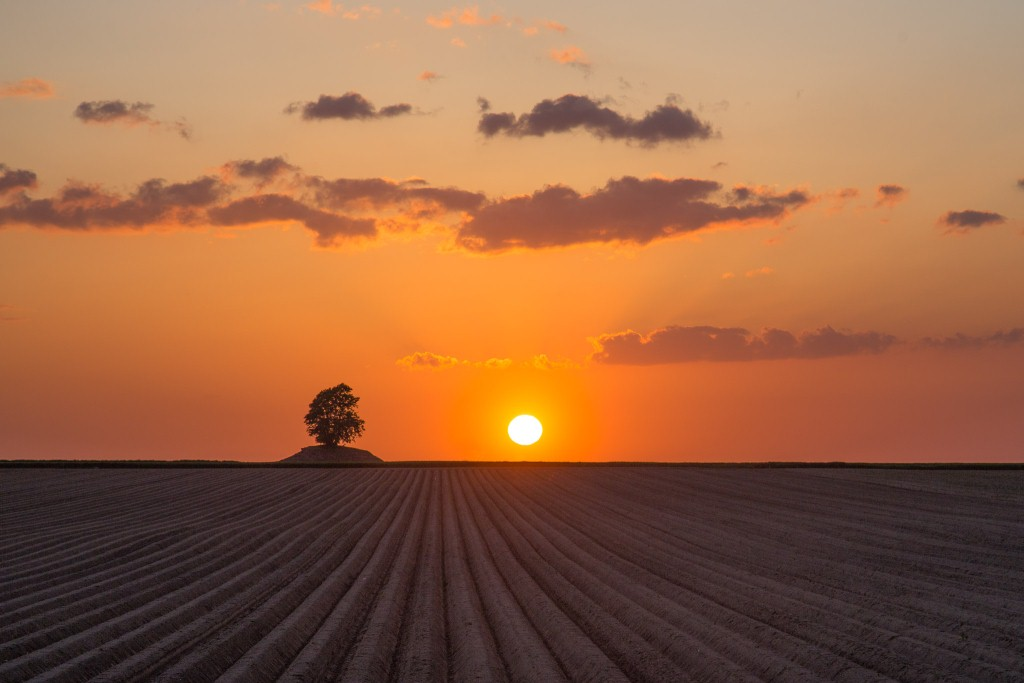